# 豊岡村 (千葉県長生郡)
豊岡村（とよおかむら）とは、千葉県長生郡にかつて存在した村である。現在の千葉県茂原市の北東部に位置している。

## 沿革
- 1889年（明治22年）4月1日 - 町村制施行に伴い、千沢村・萱場村・弓渡村・御蔵芝村・清水村・南吉田村・粟生野村と合併し長柄郡豊岡村が発足。
- 1897年（明治30年）4月1日 - 長柄郡と上埴生郡と合併して長生郡が発足。長生郡豊岡村になる。
- 1956年（昭和31年）9月30日 - 本納町・豊岡村が合併し、本納町が発足。豊岡村は消滅。
- 1957年（昭和32年）11月1日 - 旧豊岡村の一部（清水の一部）を山武郡大網白里町（現・大網白里市）に編入。

## 村長
- 高山勝司